# Hallelujah (Paramore)
Hallelujah è il secondo singolo estratto dall'album Riot! dei Paramore, pubblicato il 10 settembre 2007.

## Pubblicazione
Hallelujah è stato pubblicato digitalmente in tutto il mondo il 10 settembre 2007, mentre il formato CD è stato reso disponibile solo nel Regno Unito e in Irlanda. Nel Regno Unito è stato inoltre pubblicato una versione in doppio vinile del singolo.

## Video musicale
Il video, diretto da Big TV!, è stato ufficialmente pubblicato il 30 luglio 2007. Il video alterna scene del backstage e di performance live della band, con le parole della canzone scritte negli spazi tra le foto, mostrando il tutto come un grande collage animato.

## Tracce
Testi e musiche di Hayley Williams e Josh Farro, eccetto dove indicato.
CD
1. Hallelujah - 3:26
2. When It Rains (Demo Version) – 3:23 (Williams, J. Farro, Z. Farro)

EP digitale
1. Hallelujah - 3:23
2. When It Rains (Demo Version) – 3:23 (Williams, J. Farro, Z. Farro)
3. Decoy (Bonus Version) – 3:17

Vinile
Lato A
1. Hallelujah - 3:19
2. Decoy (Bonus Version) – 3:17

Lato B
1. Hallelujah – 3:19

## Classifiche
| Classifica (2007) | Posizione massima |
| ----------------- | ----------------- |
| Regno Unito       | 139               |

## Formazione
- Hayley Williams – voce
- Josh Farro – chitarra, voce secondaria
- Jeremy Davis – basso
- Zac Farro – batteria, percussioni

## Curiosità
- Durante il tour The Final Riot!, prima di suonare il brano, Hayley Williams era solita eseguire un estratto dall'omonima canzone di Leonard Cohen, accompagnata da Josh Farro alla chitarra.